# Jacques-Martin Hotteterre
Jacques-Martin Hotteterre, también conocido como Jacques Martin o Jacques Hotteterre, (París, 29 de septiembre de 1674 - 16 de julio de 1763). Fue compositor y flautista francés .

## Biografía
Jacques-Martin Hotteterre fue el más célebre de una familia de fabricantes y ejecutantes de instrumentos de viento. Nacido en París, fue el hijo de Martin Hotteterre (c. 1712) y Marie Crespy, familia originaria de La Couture-Boussey. Sin duda Jacques-Martin fue el mejor dotado de su dinastía junto con su padre Martin que creó ciertas piezas utilizadas por Jean-Baptiste Lully. 
Hotteterre vivió y estudió en Roma a comienzos de su carrera, y su apodo de «el romano» procede de ese período. Pasó dos años (1698-1700) trabajando para el Príncipe Francesco Ruspoli, en Roma. En 1708, se convirtió en músico del rey de Francia, en 1717, heredó de René Pignon Descoteaux el puesto de flautista de música de cámara. En 1743, estuvo en la lista de los músicos más famosos de toda Francia. Hotteterre ganó fama en gran medida gracias a su talento tocando la flauta, un instrumento para el que escribió un gran número de piezas, ampliando significativamente el repertorio del mismo. Además, tocaba la flauta de pico, el fagot, el oboe y la musette. 
Jacque-Martin Hotteterre también se conoció internacionalmente como profesor para los clientes aristocráticos, y escribió algunos métodos para la flauta travesera, como L'art de préluder sur la flûte traversière (1719), Principes de la flûte traversière ou flûte d'Allemagne, de la flûte à bec ou flûte douce et du hautbois (1707), es una excelente fuente de improvisación y ornamentación práctica durante este período. En ella se pone de relieve su técnica altamente desarrollada e incluye piezas para diecinueve llaves. 
Además de la ejecución y la enseñanza, Hotteterre continuó la tradición de su familia de fabricante de instrumentos. Es posible que fuese Hotteterre quien hizo una serie de cambios en el diseño de la flauta travesera. En particular, la flauta, que anteriormente había sido fabricada en una pieza cilíndrica, se dividió en tres piezas: la cabeza (con la boquilla), el cuerpo (con la mayoría de agujeros) y el pie (con varios agujeros). Esta es la división que se mantiene en la actualidad. (El traverso barroco estaba fabricado en cuatro partes).
Se casó en 1728 en París, con Elisabeth-Genevieve Charpentier, hija de un notario y nieta de un abogado del rey, cuya fortuna, sumado al legado de su padre Martín, le permitió prescindir del trabajo manual de construcción y dedicarse enteramente a sus obras y a su docencia. Jacques Hotteterre murió en 1763 y su hijo Jean-Baptiste le sucedió en sus cargos hasta su propia muerte en 1770. Su única hija Marie Geneviève se casó el 2 de enero de 1763 con Claude Balbastre.

## Obras
- Op. 1 Principes de la flûte traversière, ou flûte d’Allemagne, de la flûte à bec ou flûte douce et du hautbois, divisez par traictez (1707)
- Op. 2 Premier livre de pièces pour la flûte traversière et autres instruments avec la basse (1708, reeditado en 1715)
- Op. 3 Sonates en trio pour les flûtes traversières et a bec, violon, hautbois (1712)
- Op. 4 Première suite de pièces suite de pièces à deux dessus, sans basse continue. Pour les flûtes-traversières, flûtes à bec, violes (1712)
- Op. 5 Deuxième livre de pièces pour la flûte traversière et autres instruments avec la basse (1715)
- Op. 6 Deuxième suite de pièces à deux dessus pour les flûtes-traversières, flûtes à bec, violes, etc... avec une basse adjoutée et sans altération des dessus, laquelle on y pourra joindre pour le concert (1717)
- Op. 7 L'Art de préluder sur la flûte traversière, sur la flûte à bec, sur le hautbois et autres instruments de dessus (1719)
- Op. 8 Troisième suite de pièces à deux dessus (1722)
- Op. 9 Concert de Rossignol (perdida)
- Op. 10 Méthode pour la Musette contenent des principes, par un receuil d’airs et quelques préludes (1738)
- Airs et brunettes à deux et trois dessus avec la basse - Tirez des meilleurs autheurs (1721)
- Arreglos de obras de Valentine y Torelli para dos flautas
- Arreglos de tríos de Albinoni (perdido)